# Ortwig
Ortwig ist ein Ortsteil der Gemeinde Letschin im Landkreis Märkisch-Oderland in Brandenburg. Er liegt im Oderbruch. Ortsbürgermeisterin ist Eveline Miethke.

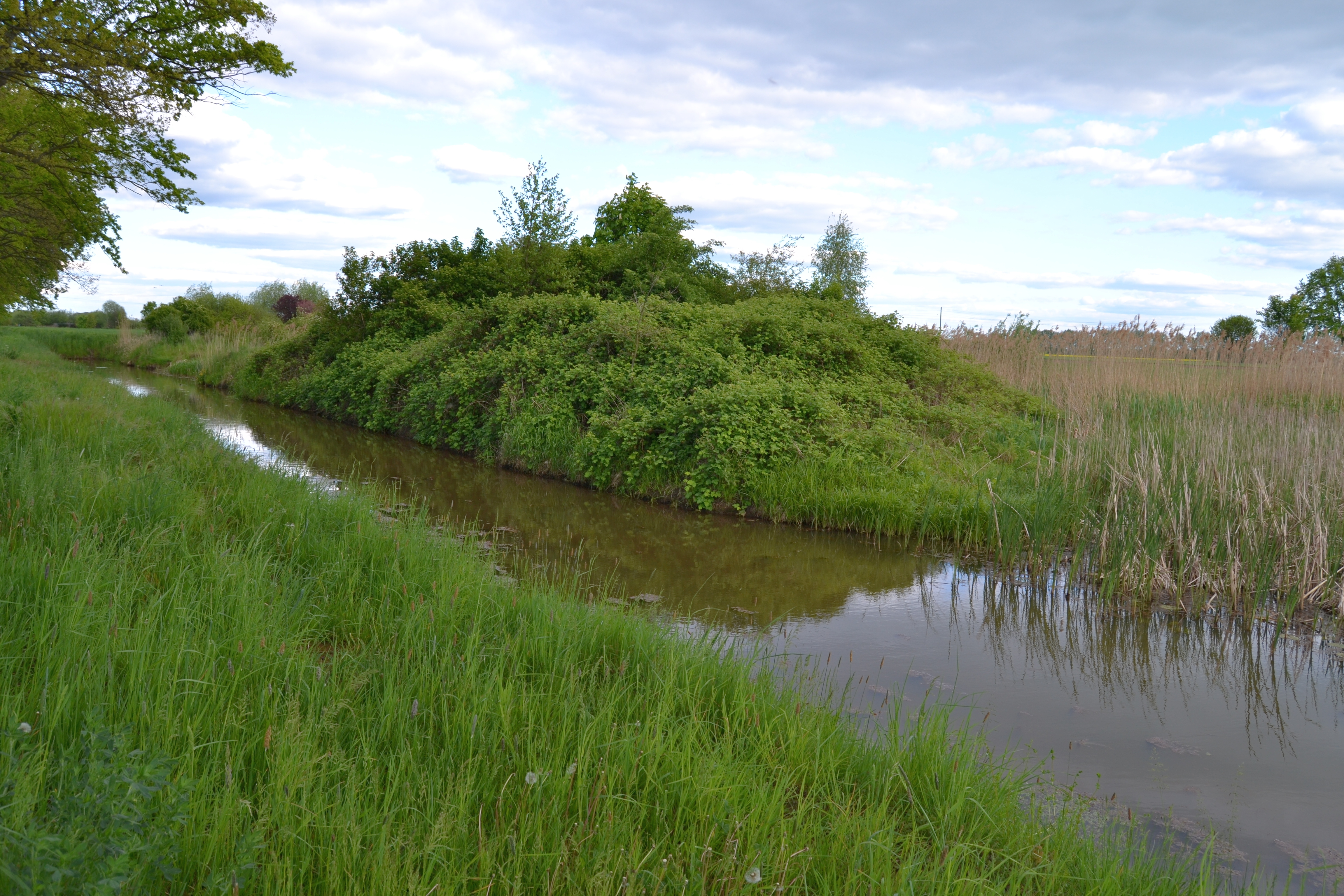
Graben an der Ortwiger Hauptstraße.

## Lage
Der Ort liegt nördlich des Hauptortes. Östlich von Ortwig fließt die Oder, die dort gleichzeitig Staatsgrenze zu Polen ist. Durch den Ort führt die Landesstraße 336.

## Geschichte
Bekannt ist, dass das Dorf im sechsten Jahrhundert als wendische Niederlassung errichtet wurde. Die Wenden rodeten, deichten den Siedlungsplatz ein und entwässerten das Gebiet. So konnten sich dort Handwerker und Händler niederlassen. Das damals als Runddorf errichtete Dorf erhielt in der germanischen Siedlungsepoche seine jetzige Form. Eine erste urkundliche Erwähnung als „villas Othwick“ erfolgte 1349.

### Eingemeindung
Am 26. Oktober 2003 wurde Ortwig nach Letschin eingemeindet.

### Einwohnerentwicklung
| Jahr          | 1875 | 1890 | 1910 | 1925 | 1933 | 1946 | 1993 | 2000 | 2006 |
| Einwohnerzahl | 1470 | 1212 | 1065 | 1014 | 1020 | 806  | 394  | 381  | 402  |

## Baudenkmäler

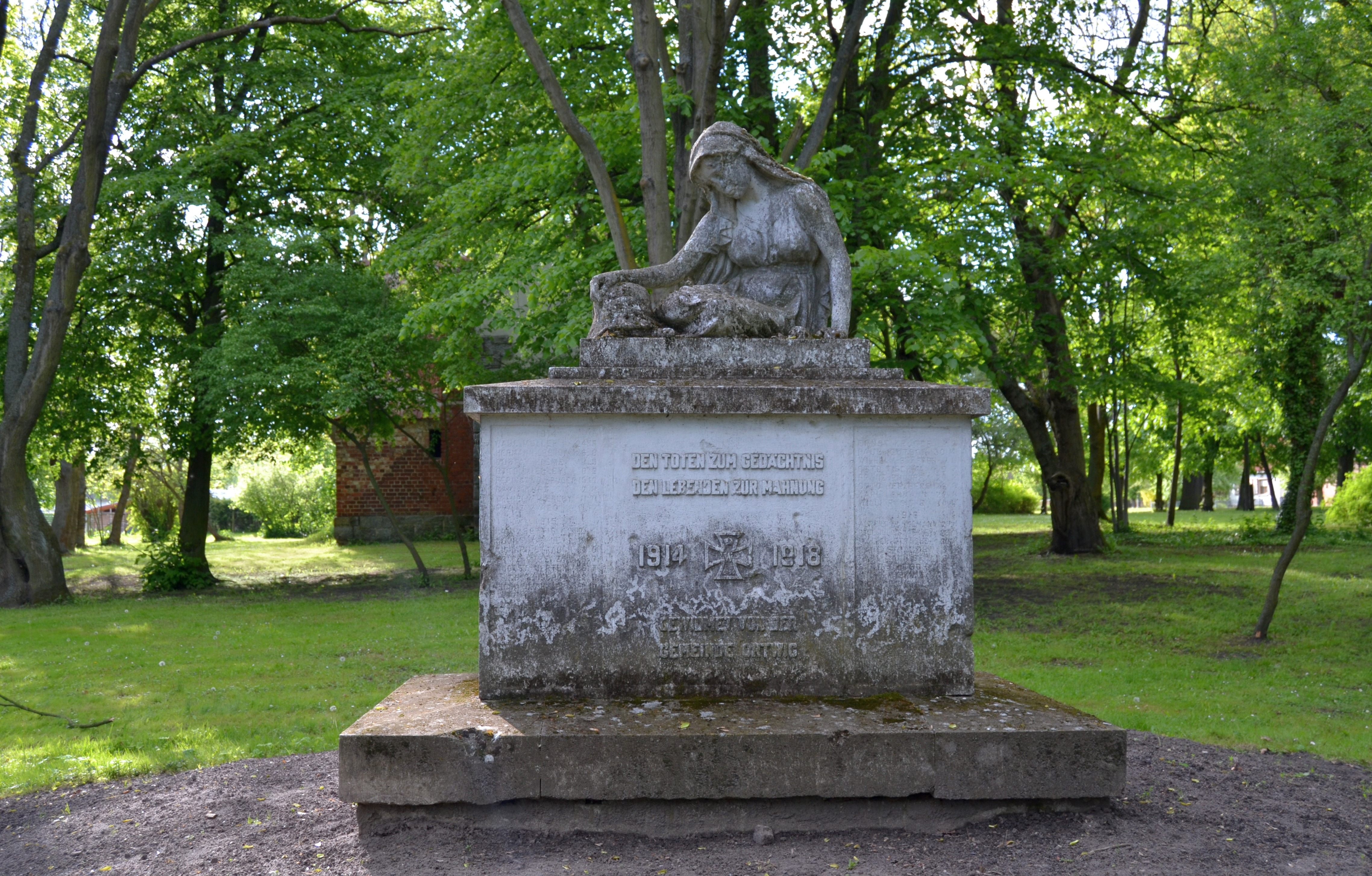
Denkmal für die Opfer des Ersten Weltkrieges.

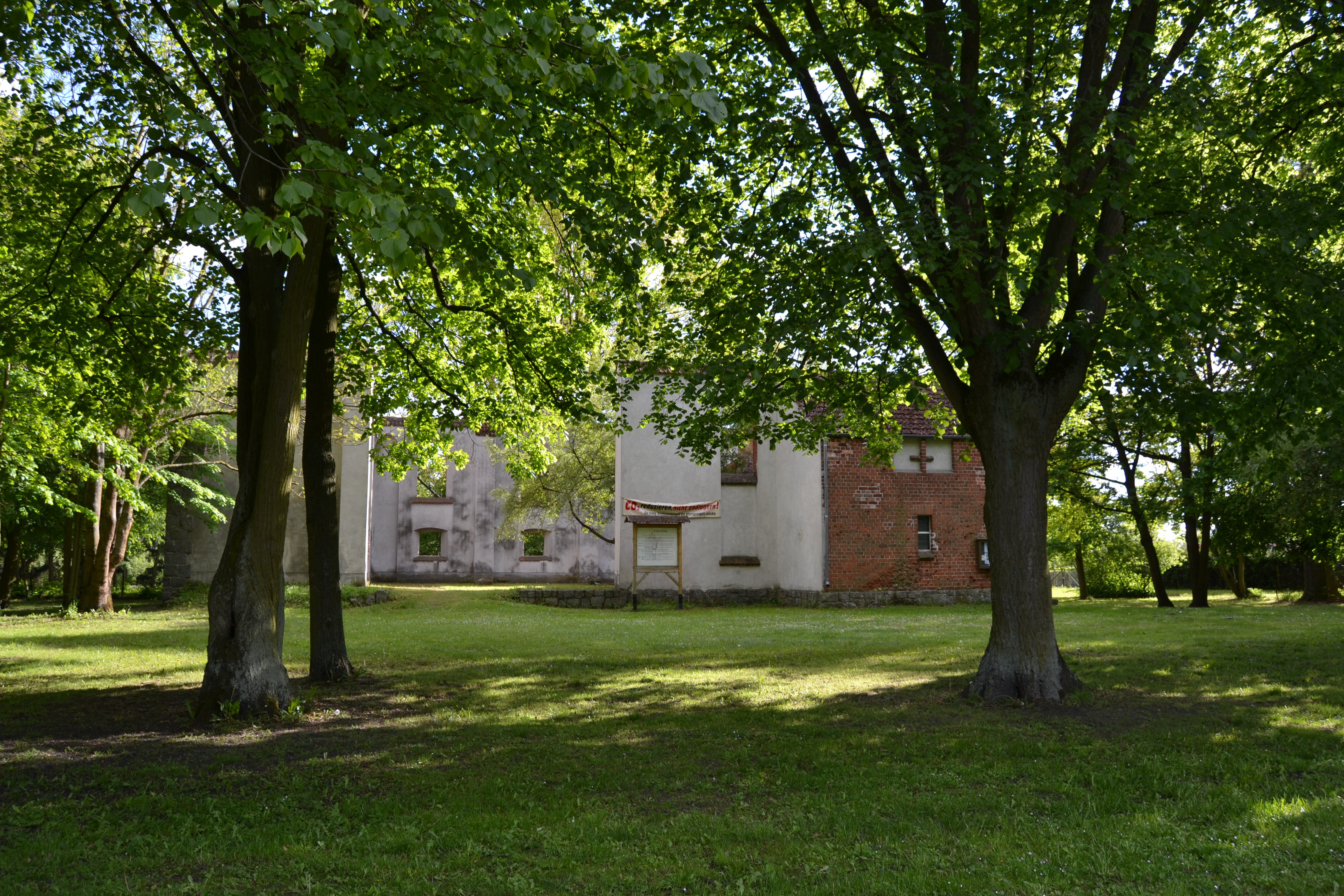
Ruine der evangelischen Kirche

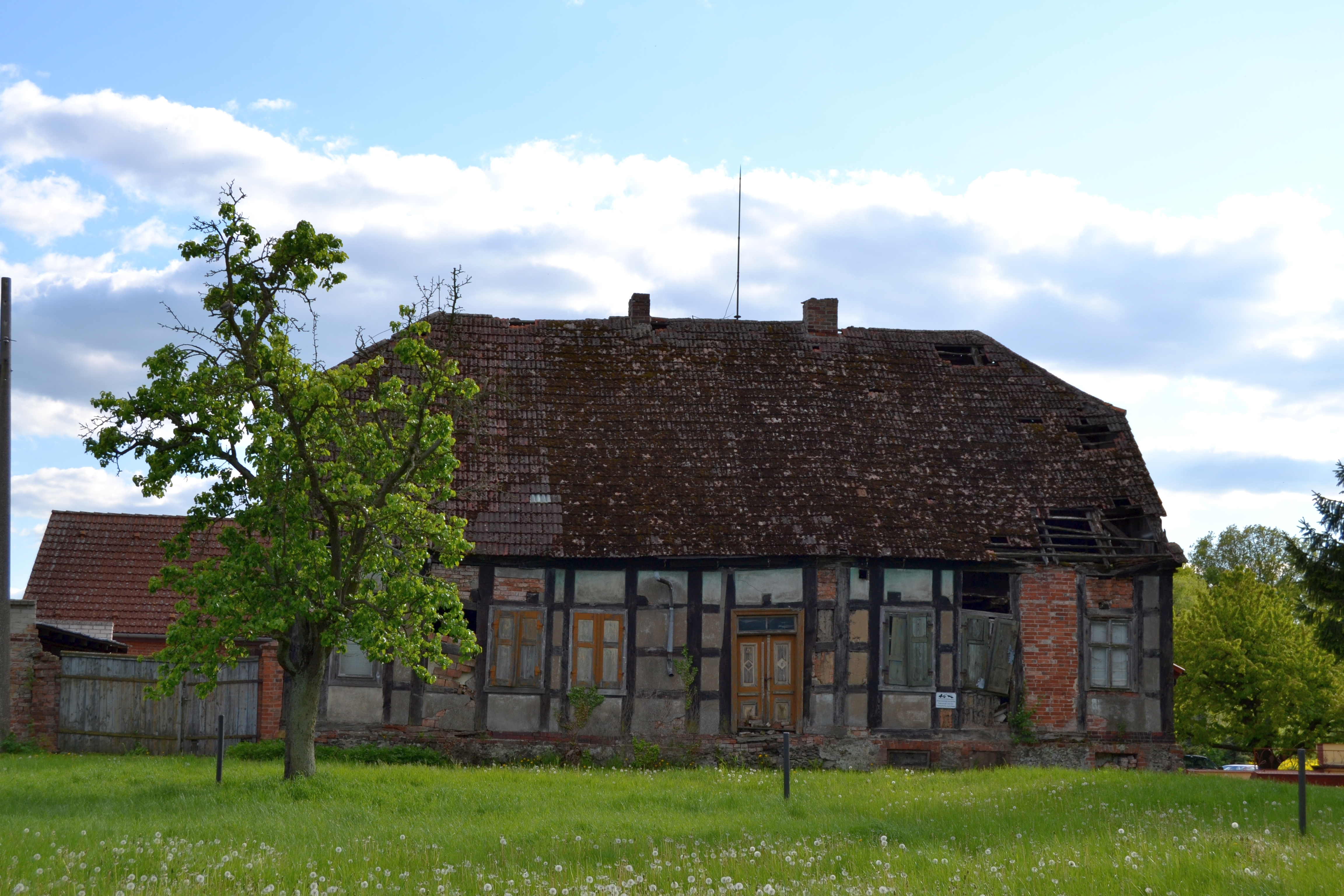
Denkmalgeschütztes Haus Bauerndorf 15a.

- Evangelische Kirche, erbaut 1911–1913, im März 1945 durch Kriegshandlung zerstört. Die Ruine, in die eine Notkirche eingebaut wurde, wird seit 1990 saniert[7]
- Am Postplatz 2; Wohnhaus
- Bauerndorf 15a; Wohnhaus
- Gardinenstraße 9; Wohnhaus mit Stallgebäude
- Kruschke 3; Hofanlage mit Wohnhaus, zwei Stallgebäuden und Scheune
- Kruschke 6; Hofanlage mit Wohnhaus, zwei Stallgebäuden, Scheune, Obst- und Beetgarten, Hofbaum und Wetterbäumen
- Kruschke 13; Wohnhaus
- Ortwiger Dorfstraße 5; Wohnhaus
- Ortwiger Hauptstraße 19; Gasthof „Deutsches Haus“ mit Saalanbau
- Ortwiger Hauptstraße 29; Grundschule

## Sonstiges

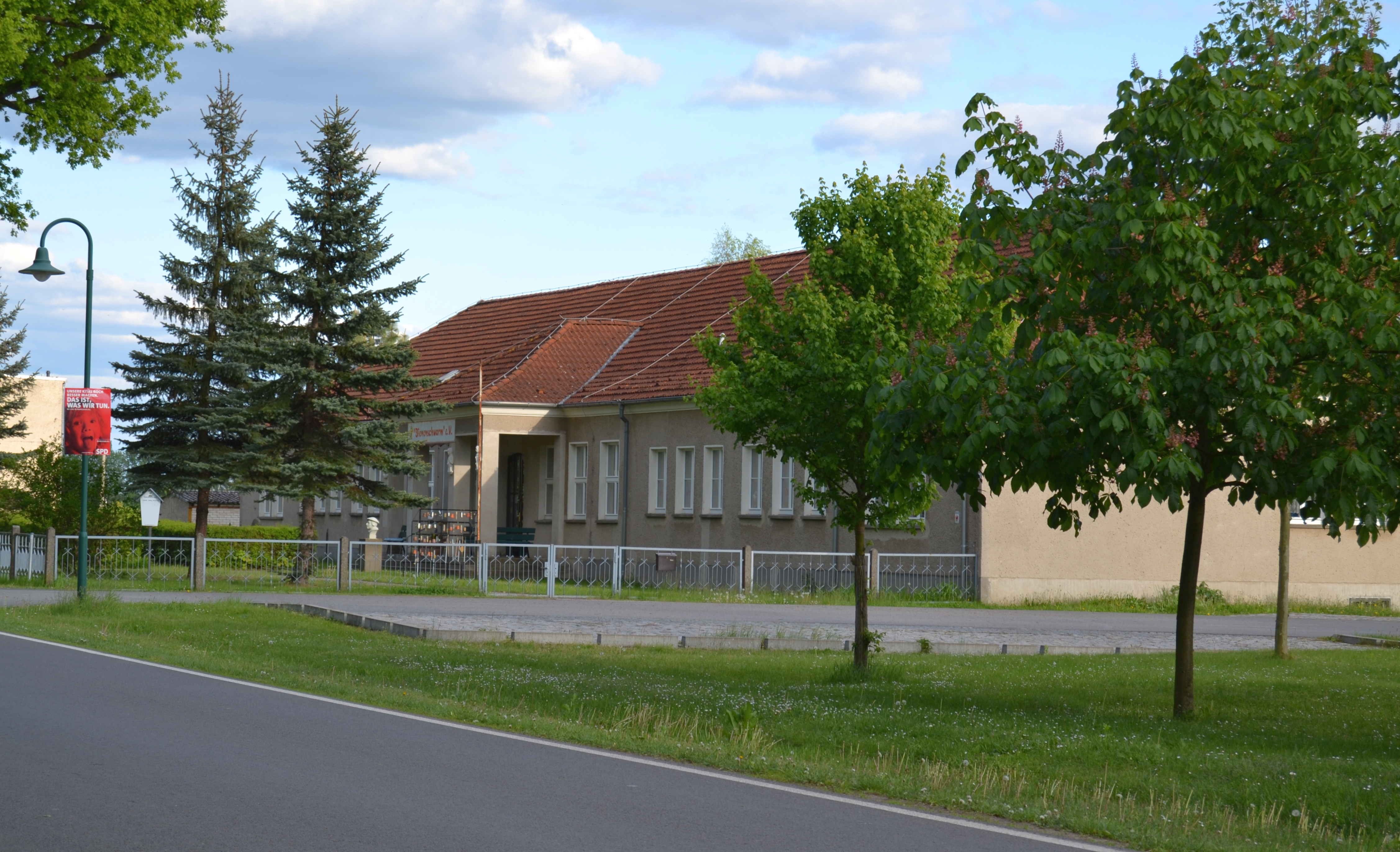
Ehemalige Grundschule und heutige Kindertagesstätte

Die Kindertagesstätte „Bienenschwarm“ wird von einem eingetragenen Verein getragen.

Einmal im Jahr finden u. a. in Ortwig die Kunst-Loosen-Tage statt, eine Veranstaltung an der sich regionale Künstler beteiligen. Regional und überregional ist der Künstler Christian Masche bekannt.